# Grovios
Los grovios (en latín Grovii) eran un pueblo galaico prerromano que continuó existiendo en época romana.
Ocupaban la zona del valle y desembocadura del río Miño, Islas Cíes, Bayona y la ría de Vigo, hasta la sierra de A Grova, entre Galicia y Portugal, con capital en Castellum Tyde (Tuy, Pontevedra), en el Conventus Bracarus, en la Gallaecia meridional, desde la Edad del Bronce.
Existen restos castreños en la cima del monte Aloia, A Guía (Randufe), Cabeza de Francos (Pazos de Reis) y en Tuy, siendo los más importantes y mejor conservados los de la cima del Monte de Santa Tecla (Santa Trega) en La Guardia (A Guarda), Pontevedra, que domina desde cerca de 500 metros de altura el enclave estratégico de la desembocadura del Río Miño, de gran importancia militar y comercial.
Las fuentes antiguas (Pomponio Mela, Plinio el Viejo, Silio Itálico, Ptolomeo, etc.), siguiendo la tradición historiográfica de época romana, los reputa como de origen troyano, descendientes de Diomedes, hijo de Tideo.
Un posible dios de los grovios era Turiaco, cuyo significado lo relacionaría con soberano, en función de la raíz tor- (si guarda relación con una inscripción irlandesa que alude a Tor rí no tighearna).